# Emil Guilels
Emil Grigórievich Guilels (en ruso: Эми́ль Григо́рьевич Ги́лельс; Odesa, 19 de octubre de 1916 - Moscú, 14 de octubre de 1985) fue un pianista soviético. Grabó numerosos discos en los Estados Unidos y su prestigio fue mundial. Es considerado como uno de los mejores pianistas del siglo XX, compartiendo con sus coterráneos, Vladimir Horowitz, Sviatoslav Richter, además de Josef Hofmann, Alfred Cortot, Arthur Rubinstein, Arturo Benedetti Michelangeli y Claudio Arrau, el sitial de los privilegiados.

## Biografía
Comienza a estudiar piano a la edad de 6 años en Odesa, donde da su primer concierto con 13 años. Fue primero alumno de Yákov Tkach y luego de Berta Reyngbald en su ciudad natal. Luego pasa al Conservatorio de Moscú en donde se pone bajo la dirección del famoso Heinrich Neuhaus. En esa misma fecha, Arthur Rubinstein es invitado a dar una serie de conciertos en Odesa y también tiene la oportunidad de escuchar al joven Emil. La impresión del célebre pianista polaco fue muy grande. Años más tarde, recordando jocosamente dicho episodio expresó lo siguiente: “¡Hubo un joven que tenía una gran masa de cabello pelirrojo y una tez llena de pecas… no puedo describir su forma de tocar, pero lo único que puedo decir es que si él se presentaba en América, yo hacía las maletas y me tenía que retirar”.
En 1938, ganó el Concurso International Eugène Ysaÿe en Bruselas.
Emil Guilels fue el primer pianista al cual se le permitió salir de la Unión Soviética para dar sus conciertos –aunque estuvo restringido de hacerlo durante la II Guerra Mundial−. Serguéi Rajmáninov, escuchando por la radio los conciertos de Guilels, le envió una medalla y un diploma que él había recibido para simbolizar su puesto como sucesor de Antón Rubinstein; Rajmáninov considerará a Guilels su sucesor. En 1944, Emil Guilels estrenó la sonata para piano n.º 8 de Serguéi Prokófiev.
En 1946, recibió la condecoración “Stalin”; en 1962 se le otorgó el reconocimiento como “Artista del Pueblo” y dos años más tarde la máxima condecoración: el premio “Lenin”.
Durante el desarrollo de la II Guerra Mundial dio conciertos cerca del frente a los soldados soviéticos. Fue contemporáneo de Sviatoslav Richter, de quien era amigo y al que siempre se lo compara. El régimen soviético miraba con recelo a Richter por sus orígenes alemanes (el padre había sido fusilado por los rusos durante la Segunda Guerra Mundial acusado de traición).
Guilels era un portento como intérprete por su virtuosismo y su pulsación mágica. Su estilo interpretativo enérgico y épico, muy adecuado para la música de Beethoven, arrastraba a las audiencias. Guilels fue un ejecutante de enorme nivel, sobrio, que hacía verdaderamente “cantar” al piano mediante un hondo contenido emocional. Además tenía en sus manos recursos técnicos excepcionales. Llegó a ser uno de los mejores amigos de Serguéi Prokófiev.
En 1951, es nombrado profesor en el Conservatorio de Moscú. 
En 1955, debuta con gran éxito en los Estados Unidos, en el Carnegie Hall, con gran reconocimiento tanto del público como de la crítica especializada.
En 1969, debutó en el Festival de Salzburgo con un recital de piano con obras de Beethoven, Prokófiev y Weber, al que siguió un concierto con la Orquesta Filarmónica de Viena dirigida por George Szell, en donde interpretó el Concierto para piano nº 3 en do menor Op.37 de Beethoven.
También actuó en música de cámara, formando un trío legendario junto al violinista Leonid Kogan y Mstislav Rostropóvich. 
En el extranjero, fue invitado a tocar con dos famosos conjuntos de cámara: el Cuarteto Amadeus y el Cuarteto Académico Sibelius. En los últimos años, también dio conciertos y grabó a dos pianos junto a su hija Elena. 
En 1981, Emil Guilels sufrió un infarto durante un recital en Ámsterdam, y su salud se deterioró, aunque su muerte ocurrió durante un chequeo médico en Moscú el 14 de octubre de 1985, a los 68 años de edad. Está enterrado en el Cementerio Novodévichi de Moscú.

## Repertorio
Emil Guilels – que daba unos cien conciertos por año −, fue un intérprete con un repertorio muy extenso: J. S. Bach, Handel, Rameau, Scarlatti, C.P.E. Bach, Clementi, Haydn, Mozart, Beethoven, Weber, Schubert, Schumann, Chopin, Liszt, Brahms, Mendelssohn, Grieg, César Franck, Saint-Saens, Smetana, Alyábiev, Balákirev, Chaikovski, Rajmáninov, Scriabin, Metner, Glazunov, Prokófiev, Shostakóvich, Debussy, Ravel, Faure, Poulenc, Stravinski, Manuel de Falla, Albéniz, Vainberg, Kabalevski, Jachaturián, Krein, Pancho Vladigerov, Bartók y otros. 
Destacaba especialmente en la música del Romanticismo. Son especialmente celebradas sus interpretaciones de los conciertos y las sonatas de Beethoven, Brahms y Schumann, así como los conciertos y preludios de Rajmáninov.
A Guilels se lo consideró siempre uno de los mejores intérpretes de Beethoven con unas versiones majestuosas, de talante épico y profundo. Guilels sabía traducir los equilibrios formales de las sonatas del compositor, a menudo de gran complejidad estructural. En su inacabada integral de las sonatas de Beethoven (cinco le quedaron por grabar) Guilels abandona el virtuosismo vacío y sondea los aspectos más filosóficos de la música beethoveniana. Estas versiones llaman la atención por la relajación de los «tempi», la delicada declamación del texto, la exquisitez del fraseo y el legato y la monumentalidad del concepto sonoro, que destaca y sorprende en las sonatas menores (op. 14 n.º 2, 49, 79). En el Beethoven tardío (op. 101, 106, 109-111) alcanza la perfección formal y estilística y en la op. 10 n.º 3, en la op. 90 y en las «Variaciones “Heroica”» Guilels consigue las mejores versiones de referencia de esas obras.
Guilels se caracterizaba por su sonido voluminoso, que no perdía en belleza cuando el pianista tocaba muy fuerte o muy rápido. En la «Sonata n.º 3», de Prókofiev, y la «Danza rusa», de Stravinski, se puede apreciar la manera en que Guilels conciliaba velocidad, fuerza y esplendor sonoro.
Su versión de las «Visiones fugitivas» de Prokófiev demuestra que Guilels también era un gran miniaturista, como en su registro de las «Piezas líricas» de Grieg, donde el pianista escoge significativamente las piezas más intimistas para descubrir la vertiente profunda y sombría de este repertorio. 
La grandeza de Guilels como intérprete fue ganando con los años y se muestra en todo su esplendor en sus grabaciones de los años setenta y ochenta.

## Discografía parcial
- 1935 – Liszt: Fantasia on Themes from Mozart's Marriage of Figaro.
- 1951 – Liszt: Hungarian Rhapsody No. 9.
- 1954 – Saint-Saëns: Piano Concerto n.º 2 in G minor, Op. 22 (cond. Cluytens)*.
- 1954 – Medtner: Piano Sonata n.º 5 in G Minor, Op. 22.
- 1955 – Rajmáninov: Piano Concerto n.º 3 in D minor, Op. 30 (cond. Cluytens).
- 1957 – Beethoven: Piano Concerto n.º 4 (cond. Ludwig).
- 1957 – Scriabin: Piano Sonata n.º 4 in F sharp major, Op. 30*.
- 1957 – Weinberg: Piano Sonata n.º 4 in B Minor.
- 1968 - Beethoven: Piano Concertos 1 - 5; solo piano pieces (Beethoven) (Cleveland Orchestra cond. George Szell).
- 1958 – Brahms: Piano Concerto n.º 2 in B flat major, Op. 83 (cond. Reiner).
- 1961 – Prelude in B minor (J. S. Bach, arranged Siloti)* (Moscow)
- 1968 – Medtner: Piano Sonata n.º 10 in A minor, Op. 38 n.º 1. ("Sonata Reminiscenza")* (Moscow)
- 1968 – Liszt: Rhapsodie espagnole* (Leningrad)
- 1971 – Brahms: Piano Concerto n.º 2 in B flat major, Op. 83 (cond. Mario Rossi) (Köln)*.
- 1972 – Chaikovski: Piano Concerto n.º 2 in G major, Op. 44 (cond. Maazel).
- 1972 – Brahms: Piano Concerto n.º 1 in D minor, Op. 15 and Piano Concerto n.º 2 in B flat major, Op. 83 (cond. Jochum).
- 1973 – Beethoven: Piano Sonata n.º 23 in F minor, Op. 57 Appassionata.
- 1973 – Debussy: Images, Book 1*.
- 1973 – Mozart: Piano Concerto n.º 27 in B flat major, K595 (cond. Böhm).
- 1974 – Grieg: Lyric Pieces
- 1974 – Prokófiev: Sonata n.º 3 in a minor, Op. 28 (Köln)*.
- 1974 – Prokófiev: Sonata n.º 8 in B flat major, Op. 84.
- 1976 – Schubert: Forellenquintett ("Trout Quintet") Quintet for Piano, Violin, Violoncello, and Contrabass in A major D667 (with Amadeus Quartet)
- 1977 – Rajmáninov, Prelude in C-sharp minor Op. 3 No. 2* (Moscú)
- 1978 – Chopin: Piano Sonata n.º 3 in B minor, Op. 58.
- 1979 – Chaikovski: Piano Concerto No. 1* (New York)
- 1982 – Beethoven: Piano Sonata n.º 29 in B flat major, Op. 106 Hammerklavier (Berlin)
- 1984 – Beethoven: Piano Sonata n.º 29 in B flat major, Op. 106 Hammerklavier* (Moscú)
- 1984 – Scriabin: Third Sonata* (Moscow)
- 1984 – Schumann: Symphonic Studies* (Japan)
- 1998 - Grandes Pianistas del Siglo XX. Volúmenes 34, 35 y 36. Philips

* live